# Эссер, Макс
Макс Эссер (нем. Max Esser; 1885—1945) — немецкий скульптор, особенно известен как автор фарфоровых статуэток.

## Биография
Родился 16 мая 1885 года в Барте.
C 1900 до 1903 годы посещал школу искусств при музее Unterrichtsanstalt des Kunstgewerbemuseums в Берлине, а также обучался в академии в Берлине, где был учеником скульптора Августа Гауля, своего зятя.

Почтовая марка ГДР с изображением «Выдры»

Начиная с 1906 года, Эссер регулярно был экспонентом Большой Берлинской художественной выставки (нем. Große Berliner Kunstausstellung). С 1908 года он сотрудничал с фарфоровыми мастерскими в Унтервайсбахе. С 1920 года жил в Мейсене, где работал на фабрике мейсенского фарфора, с 1924 года владел собственной студией. Позже изготовлял фарфоровые работы для фабрики Hutschenreuther, для Королевской фарфоровой мануфактуры (нем. Königliche Porzellan-Manufaktur Berlin) в Берлине и фабрики Rosenthal.
На Всемирной выставке в Париже в 1937 году его керамическая работа «Выдра» получила Гран-при.
Умер 23 декабря 1945 года в Берлине. В 2010 году в Германии прошла выставка, посвященная 125-летию Макса Эссера и 300-летию мейсенского фарфора.
Макс Эссер известен также как автор скульптур известным немецким мотогонщикам: Эрнсту Хенне (BMW), Эвальду Клюге (DKW) и Хайнеру Фляйшману (NSU). Первые две скульптуры сохранились до сих пор, а третья была разрушена во время Второй мировой войны.

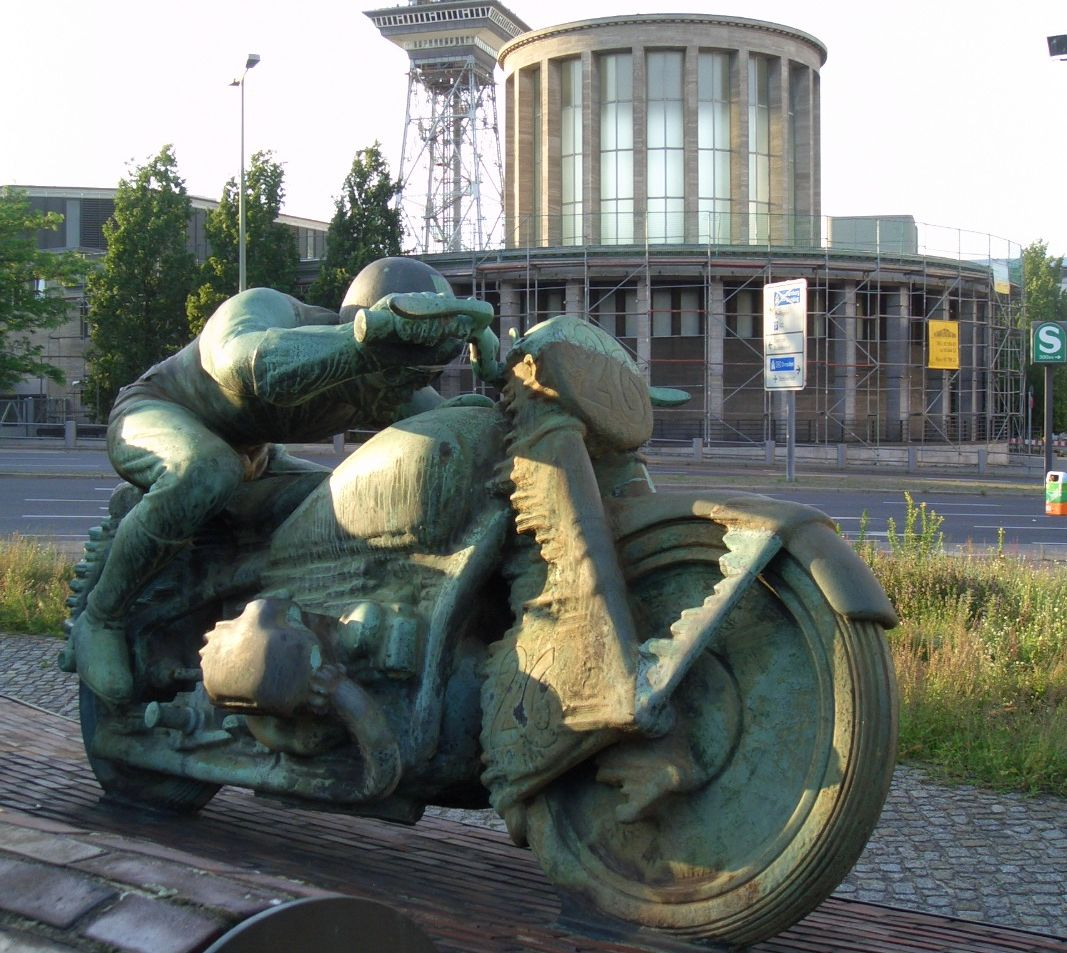
Эрнст Хенне
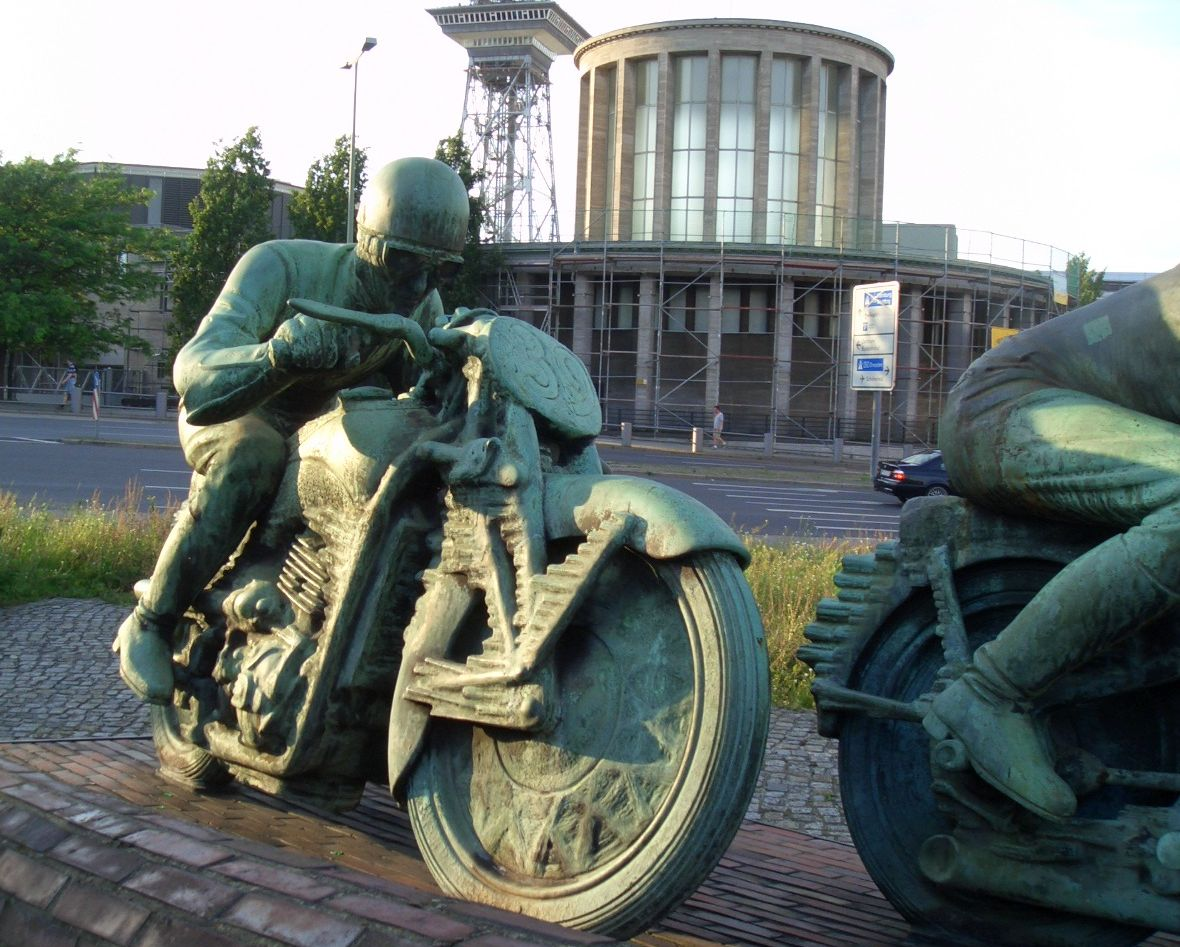
Эвальд Клюге